# Maria Olszewska (łączniczka)
Maria Olszewska z d. Mianowska ps. Mira, Marysia (ur. 27 października 1901 w Częstochowie, zm. 1943) – od 1940 jako żołnierz Wywiadu Inspektoratu Miechów KO Kraków, łączniczka Komendanta Obwodu ZWZ-AK Olkusz Podokręgu Zagłębie Dąbrowskie Okręgu Śląskiego.

## Życiorys
Urodziła się 27 października 1901 w Częstochowie w rodzinie ziemiańskiej Antoniego i Zofii Mianowskich. Podczas okupacji, będąc żoną oficera lotnika, który walczył na Zachodzie, gospodarowała w rodzinnym majątku Dębieniec usytuowanym k. Wolbromia, pow. Olkusz i k. Szreniawy pow. Miechów.
Do Związku Walki Zbrojnej przystąpiła w lutym 1940 jako „Mira”, a dom w którym mieszkała (pod kryptonimem Miś”) stał się lokalem Wywiadu Inspektoratu Miechowskiego Okręgu ZWZ-AK Kraków. Równocześnie Maria pełniła drugą funkcję, a mianowicie jako „Marysia” była łączniczką Komendanta Obwodu ZWZ Olkusz, Podokręgu (później Inspektoratu) Zagłębia Dąbrowskiego, należącego do Okręgu ZWZ Kraków, a później Okręgu Śląsk. Dwór w Dębieńcu stanowił więc także schronienie dla konspiratorów zagłębiowskich, którzy się w nim ukrywali oraz był placówką partyzantki miechowskiej. U niej przebywali m.in. komendant Obwodu Olkusz kpt. Lech Trębakiewicz ps. „Wierny”, „Wiktor” jak i oficer zagłębiowski Roman Gasiński ps. „Mars”. Podlegała bezpośrednio, jako łączniczka dowódcy późniejszego, a powstałego jesienią 1942, batalionu wolbromskiego 106 Dywizji Piechoty Armii Krajowej mjr. W. Żakowskiemu ps. „Zagraj”. W domu, w którym mieszkała przechowywano archiwum Obwodu Miechów i była opiekunką punktu kontaktowego Inspektoratu Zagłębie oraz magazynierką broni, a także redaktorką prasy konspiracyjnej, którą pisała i powielała na ukrytej maszynie do pisania. Przypadkowe zatrzymanie R. Gasińskiego „Marsa” spowodowało, że Marię Olszewską 9 czerwca 1943 aresztowało gestapo miechowskie. Podczas śledztwa w Miechowie Maria nie zaprzeczyła, że zna „Kowalskiego”, ponieważ pod takim nazwiskiem „Mars” był zatrudniony fikcyjnie w jej majątku. Podczas śledztwa przyznała się, przyjmując postawę wyniosłą i hardą, że pracuje w konspiracji. Pomimo okrutnego znęcania się nad nią (miała wybite oko, złamaną rękę i skopano ją do nieprzytomności) nic więcej nie ujawniła. Została wyprowadzona do lasu Chodorówka, gdzie została zastrzelona i zakopana. W „Biuletynie Informacyjnym Małopolski” nr 22/68 z 20 czerwca 1943 ukazał się artykuł na ten temat pt. Śmierć bohaterki opisujący jej śmierć.
Podporucznik Maria Olszewska Rozkazem Komendanta Okręgu Krakowskiego AK z 11 listopada 1944 za wyróżniające się męstwo i poświęcenie w pracy konspiracyjnej na terenie Inspektoratu Miechowskiego oraz bohaterską postawę po uwięzieniu została pośmiertnie odznaczona Krzyżem Srebrnym Orderu Wojennego Virtuti Militari. Odznaczona została także Krzyżem Kawalerskim Orderu Odrodzenia Polski oraz Srebrnym Krzyżem Zasługi z Mieczami.